# Molophilus aduncus
Molophilus aduncus là một loài ruồi trong họ Limoniidae. Chúng phân bố ở miền Cổ bắc.